# Banjo-Kazooie: Nuts & Bolts
Banjo-Kazooie: Nuts & Bolts (Banjo & Kazooie: Baches y Cachivaches en España) es un juego CMS (Simulación de construcción y mantenimiento) y una plataforma de la serie de videojuegos Banjo-Kazooie, de la compañía de juegos inglesa Rare. Fue anunciado por primera vez en la demostración de la Xbox 360. Es el quinto juego de la serie, pero es el tercero que es una aventura completa en una consola de sobremesa. Está situado 8 años después de Banjo-Tooie (Nintendo 64, 2000). También es el primer juego de la serie no afiliado a Nintendo.
El personaje principal de este juego es un oso llamado Banjo, cuyos rasgos característicos son unos pantalones cortos amarillos, una mochila azul y un collar con un diente de tiburón. El otro personaje principal es un ave llamada Kazooie, que vive en la mochila de Banjo. El aspecto tradicional de los personajes, que es el que se había visto en los cuatro juegos anteriores, ha sido cambiado. Los personajes lucen más cuadrados y los ojos saltones se han esfumado. Las nuevas apariencias fueron reveladas en el tráiler que lanzó Rareware para la Xbox 360.
El juego original (Banjo-Kazooie, Nintendo, 1998) tiene lugar en Spiral Mountain (Montaña Espiral), pero, más concretamente, en la guarida de la Bruja Gruntilda. Grunty (un curioso apelativo cariñoso) es la principal antagonista del juego y, al finalizar el primer juego, es ella quien advierte que un segundo juego (Banjo-Tooie, Nintendo, 2000) sería lanzado. 
El segundo juego amplía el campo en el que Banjo y Kazooie se mueven y se traslada a varios mundos que están por todo Isle O' Hags (La Isla de las brujas). Al final del juego, Gruntilda advierte sobre otra secuela (el llamado Banjo-Threeie), la cual fue cancelada debido a la venta de Rare a Microsoft.

## Historia
10 años después de Banjo-Kazooie (N64 en 1998), la introducción muestra videos de los anteriores juegos de Nintendo 64, con un narrador contando la historia. El dúo es mostrado después en la Montaña Espiral, donde han engordado bastante después de ocho años de inactividad, comiendo pizza, jugando videojuegos y escuchando la radio. Banjo y Kazooie descubren a la cabeza de Gruntilda regresando a la Montaña Espiral. Cuando estaban a punto de pelear, los detiene un nuevo personaje El Señor de los Juegos (Lord of Games) también conocido como S.J. (L.O.G.), que intenta resolver el conflicto entre los dos, con la elaboración de una serie de mundos y desafíos. El usa sus poderes para darle a Grunty un cuerpo artificial y restaura al dúo a su condición física de antes, pero no le devuelve sus movimientos de los juegos anteriores.
S.J. transporta a todos a Ciudad Duelo y comienza el concurso. El ganador sería el dueño de la Montaña Espiral y el perdedor deberá soportar difíciles condiciones de vida eterna en la fábrica de videojuegos de S.J. Aunque Banjo y Kazooie tratan de ganar para completar los retos, Grunty usa sus poderes y habilidades para intentar detener al dúo. Un ejército de Gruntbots mecánicos también ayudan a la bruja en su objetivo. El juego termina con Gruntilda y Banjo a punto de enfrentarse en un duelo final cuando una vez más S.J. llega y los detiene. S.J. envía después a Grunty a trabajar a su fábrica y recompensa a Banjo y Kazooie restableciendo todos sus movimientos y dándoles el título de los dueños de la Montaña Espiral, todo esto mientras Grunty dice que llevarla a la fábrica fue un error ya que ella hará su propio videojuego ahora.

## Mecánica de juego

### Vehículos
Los vehículos juegan un prominente rol en el juego, reemplazando a los movimientos y transformaciones de los anteriores juegos. El jugador puede construirlos libremente con las más de 1600 diferentes piezas disponibles, como paneles de cuerpo, neumáticos, alas, armas, etc. Mumbo's Motors es el lugar donde los vehículos se pueden construir, editar, pintar, guardar o probar en la Pista de Pruebas (Test-O-Track). Humba Wumba también vende planos de vehículos que son otorgados después de retos específicos.

### Objetos
Muchos objetos que aparecieron en las anteriores entregas vuelven para el nuevo juego, como las piezas de rompecabezas "Jiggys", las notas musicales y panales. Los Jiggys solo son obtenidos en distintos desafíos y dependiendo de que vehículo se use, en lugar de recogerlos como en los juegos anteriores. La función de las notas musicales cambia: en Banjo-Kazooie se usaban para abrir las puertas nota, mientras que en Banjo-Tooie se utilizan para desbloquear nuevos movimientos para Banjo y Kazooie. Para Baches y Cachivaches se usan para comprar piezas y planos para los vehículos. Un nuevo objeto llamado la "Llave de tornillos" desempeña un rol importante, ya que se utiliza para construir y mover objetos a través de un rayo amarillo disparado desde el dispositivo. La llave también es utilizada por Kazooie como principal arma para el desarrollo del juego. Los panales sin embargo no pueden ser recogidos para aumentar la salud y solo aparecen como objetos inertes en el desafío final en Montaña Espiral. La salud es representada por un único panal de miel que gradualmente representa la condición de los personajes y se regenera varias veces. Si el panal esta completamente vacío durante un desafío, el reto se pierde.

### Habilidades
Diversos movimientos de Banjo-Kazooie y Banjo-Tooie no están disponibles en Banjo-Kazooie: Baches y Cachivaches. La capacidad introducida en Banjo-Tooie para hacer que Banjo y Kazooie sean separados en dos personajes jugables no está disponible en este juego. Se declaró finalmente que el enfoque implica el uso de vehículos en lugar de los movimientos de ataque anteriores. La explicación del juego es que los movimientos principales fueron olvidados por el dúo. La secuencia cinemática muestra que Banjo y Kazooie perdieron muchos de sus movimientos y ataques cuando llegaron a ser gordos y flojos tras los ocho años de inactividad y paz. El Señor de los Juegos afirma después de que no los necesita y parece no dejar que el par los recuerde. Los movimientos son devueltos en la secuencia final, pero no pueden ser usados en el juego
El jugador puede desembarcar de un vehículo y explorar el entorno de una manera similar a la de los anteriores juegos. A pie el dúo puede trepar, nadar, y realizar tareas básicas como saltos. La vara puede ser utilizada como arma fuera del vehículo. Banjo y Kazooie tienen un poder limitado de ataque y velocidad al principio, pero se puede aumentar la velocidad, resistencia y fuerza por visitar el gimnasio que Boggy le ganó al Sr. Enforma (Mr. Fit).

### Multijugador
La habilidad de jugar con otras personas no es la misma que en Banjo-Tooie. Se señaló también que no hay modos de disparo en el desarrollo del juego. El modo multijugador será solo con vehículos, donde los jugadores serán capaces de comprar sus vehículos fabricados en Xbox Live y competir en carreras en línea. El juego presenta un modo cooperativo y opciones de multijugador offline. Uno de los juegos es "Sumo", donde los jugadores deben sacar a cada uno fuera de la arena

## Mundos/Niveles
El juego consiste de 15 desafíos diferentes a lo largo de cada nivel, incluido un desafío de bonificación en Ciudad Duelo por un total de 150 misiones aproximadamente. El juego iba a tener seis mundos, pero solo existen cinco en la versión final. Todos los niveles están diseñados para que se vean artificiales y den la impresión de estar dentro de un domo. Los muros del domo cambian para coincidir con el tema de cada nivel. Cada nivel tiene su propia secuencia de apertura, que parodia series de televisión de los años 70.
- 1. Montaña Espiral (Spiral Mountain): Al igual que las entregas anteriores, aquí es donde se comienza el juego, pero también es el sexto y último nivel, el plan de Grunty es construir torres y centros comerciales, al principio solo puedes manejar a Banjo y Kazooie gordos y competir contra la cabeza de Gruntilda en un desafío falso de unos 10 segundos, tras haber obtenido 75 Jiggies se puede volver a la Montaña Espiral, ahí se llevan a cabo dos desafíos, uno por S.J. y el otro que es la batalla final contra Grunty, luego de eso el nivel se puede explorar libremente. El tamaño del nivel es más grande que en Banjo-Kazooie y Banjo-Tooie, además las entradas a la Isla de las Brujas (Isle O'Hags) y la Guarida de Gruntilda (Gruntilda's Lair) ahora están bloqueadas por piedras inmovibles y jamás se podrán entrar en el juego. En el nivel hay puntos de información (aunque también los hay en Banjolandia) que dan datos de objetos importantes como son la tumba donde Grunty quedó sepultada, una tumba de Bottles, como un recordatorio a su muerte temporal, la entrada a la Isla de las Brujas y la Guarida de Gruntilda.

- 2. Ciudad Duelo (Showdown Town): Es el mundo principal del juego, es una enorme ciudad que alberga miles de tiendas, y hogares. En la plaza principal del lugar se encuentra, como el punto más elevado del lugar, la fábrica de S.J., que dispensa "Globos de juegos" cuando una cierta cantidad de Jiggies es alcanzada. Cuando los globos son colocados en estantes especiales activa los niveles del juego. Cada nivel ofrece un conjunto de "actos" que son accedidos por puertas específicas en Ciudad Duelo. Las puertas están inicialmente cerradas y marcadas por el número de piezas de puzle necesarias para abrirlas. Este métodos es similar a la puerta de notas y el sistema de Jiggys en Banjo-Kazooie, así como el sistema de Jiggys en Banjo-Tooie; cada puerta de acto requiere más Jiggys que la última. Cada Jiggy extraído de los niveles aparece en "Jig-o-Vend" colección de unidades dispersas sobre Ciudad Duelo. El jugador debe obtener las piezas de puzle y llevarlas al "Banco Jiggy" debido al afecto de total de Jiggies. La policía de la ciudad intenta detener al jugador de poner los Jiggiess en el banco. Si la policía tiene éxito, el jugador tendrá que poner todos esos Jiggies de nuevo. Existen varios edificios y estructuras como Mumbo Motor (Mumbo's Motor) que es el nuevo hogar de Mumbo y donde se pueden construir vehículos, la casa de Tomás Trofeo, las Recreativas de Klungo (Klungo's Arcade), el gimnasio de Boggy, Hamburgesas Big Al, entre otras, Bottles trabaja aquí como un guía turístico

- 3. Bosques Locos (Nutty Acres): Se trata de una isla tropical en donde Mumbo junto con Humba tienen su granja de nueces. Las nueces son famosas por ser los mejores frutos secos de todos, ganando el premio de la Nuez de Oro. También se incluye el árbol de Coco Loco, que produce el mayor y más duro de todos los cocos, pero solo una vez al año. Otros lugares importantes incluyen el volcán, Mumbo's Nuts y una zona ajardinada donde la mayoría de los cocos se cultivan. El Sr. Parche (Mr. Patch), el jefe de Brujemundo (Witchyworld) en Banjo-Tooie, es un desafío de este mundo.

- 4. SJBOX 720 (LOGBOX 720): Un nivel basado y diseñado para asemejarse a la consola Xbox 360. incluye diferentes objetivos como reparar circuitos o custodiar diferentes componentes de la consola. La secuencia de apertura parodia al programa Buck Rogers en el siglo 25

- 5. Banjolandia (Banjoland): Es un museo, que está hecho de distintas partes de todos los niveles de la serie Banjo-Kazooie. Algunas de las áreas incluyen la pirámide del rey Sandybutt (del Valle de Gobi (Goni's Valley) una versión de madera de Tanktup, una mansión de cartón y tumbas en referencia a la Mansión de los Monstruos Locos (Mad Monster Mansion), una sección de la Mina del Barranco Brillante (Glitter Gulch Mine), el iglú (de los Picos Fuegohelados (Hailfire Peaks) de Boggy, el sombrero y bufanda del muñeco de nieve del Pico Congeladísimo (Frezeezy Peak), Clanker de la Clanker's Cavern desmantelado por todo el mundo y réplicas de algunas transformaciones, la réplica de stonehenge Mumbo's Mountain, el Goliath Dorado, el Cubo Oxidado (Rusty Bucket) y el Salty Hippo. El basurero de Guffo de Nube Cucolandia (Cloud Cuckooland) lleno de copias Grabbed by the Ghoulies, un juego mal vendido de la Xbox hecho por Rare. La secuencia de Banjolandia es una parodia de Vacaciones en el Mar (Love Boat). El Sr. Parche es encontrado de nuevo en un desafío como el Sr. Parche Metálico (Metal Mr. Patch).

- 6. Jiggomuseo (Jiggossum): Se trata de un coliseo, el tema principal son los deportes, como el fútbol, carreras, dominó y basquetbol, el nivel recuerda a los coliseos romanos. La secuencia parodia al programa Dinastía (Dynasty).
- 7. Terrario del Terror (Terrarium of Terror): Serie de domos, tubos y cámaras interconectados, llenas de plantas, situado en el espacio. Los aliens de Banjo-Tooie aparecen aquí. La secuencia es una parodia de Perdidos en el espacio (Lost in Space).

- 8. Los Desafíos Perdidos de S.J. (L.O.G.'s Lost Challenges): El 06/03/09 Rare anuncio de un octavo mundo descargable en "Downloadable Content" que era un mundo con 12 Jiggys, más 12 nuevos retos que aumentan el número de Jiggys en el juego.

Se iba a incluir un mundo más, dado que se habían planeado seis para el juego, pero no se pudo realizar debido a problemas de tiempo:
- 9. Weird West : Se decía que iba a tener un tema Oeste, muchos personajes hacen referencia a este nivel, este iba a ser el mundo con construcciones de poliestireno y una oveja inflable. Su música de reto fue puesto en Los Desafíos Perdidos de S.J.